# Agata Biernat
Agata Biernat (ur. 2 grudnia 1989 w Zduńskiej Woli) – polska instruktorka fitness i modelka, zdobywczyni tytułu Miss Polonia 2017.

## Życiorys
Pochodzi ze Zduńskiej Woli, przez osiem lat mieszkała w Łodzi, a później przeprowadziła się do Warszawy. Od dziecka związana jest z tańcem i sportem, od dzieciństwa trenowała taniec i lekkoatletykę. Jest instruktorką tańca w wielu stylach tanecznych, w tym pole dance, a także instruktorką fitness i trenerką personalną.
W 2009 zdobyła tytuł I Wicemiss Polonia. 26 listopada 2017 wygrała finał wyborów Miss Polonia 2017. W 2018 reprezentowała Polskę na wyborach Miss World, nie dostała się do „Top 30”, natomiast uzyskała 4 miejsce w konkurencji Miss Talent, top 24 Miss Sport i top 30 Miss Top Model. 
W 2014 wystąpiła w jednym z odcinków programu TVN Ugotowani. W 2018 brała udział w muzycznych programach TVP: Big Music Quiz i Jaka to melodia?. W 2019 jej zdjęcie pojawiło się na okładce sierpniowego wydania magazynu „Playboy Polska”. W 2022 miał premierę film Kolejne 365 dni, w którym wystąpiła epizodycznie jako tancerka poledance. 